# DSA-342
La DSA-342 es una carretera perteneciente a la Red Secundaria de la Diputación Provincial de Salamanca que une las localidades de Cabrillas y El Casarito.
Además de estas dos localidades, también pasa por Sepulcro-Hilario, Puebla de Yeltes y El Maíllo.

## Origen y Destino
La carretera  DSA-342  tiene su origen en Cabrillas en la intersección con la carretera  SA-215 , y termina en el casco urbano de El Casarito en la intersección con la carretera  SA-201  formando parte de la Red de carreteras de Salamanca.